# Born to Run
 For alternative betydninger, se Born to Run (flertydig). (Se også artikler, som begynder med Born to Run)
Born to Run er det tredje studiealbum af den amerikanske singer-songwriter Bruce Springsteen. Det blev udgivet den 25. august 1975 af Columbia Records. Born to Run var en kritisk og kommerciel succes og blev Springsteens gennembrud. Det toppede som nummer tre på Billboard 200-listen. Born To Run er ifølge en afstemning blandt fans Springsteens bedste album, og ligger nr. 21 på Rolling Stones liste over de 500 bedste albums nogensinde.

## Baggrund
Efter Bruce Springsteens to første studiealbums ikke fik den forventede kommercielle succes, blev Springsteen kritiseret af sit pladeselskab for at mangle en hitsingle. Springsteens svar på kritikken var, at han havde et for lille produktionsbudget til at indspille et ordentligt album. Efter en længere forhandling med Columbia Records' ledelse, fik Springsteen et større budget til sit tredje albums, sammen med en klar besked om, at dette album ville blive hans sidste på pladeselskabet, hvis det ikke blev en stor succes.
Springsteens faste E Street Band fik en udskiftning med keyboardspiller David Sancious og trommeslager Vini Lopez, der blev erstattet med henholdsvis Roy Bittan og Max Weinberg. Born To Run havde en lang og kompliceret skabelsesproces, hvor Springsteens perfektionisme gjorde det svært at færdiggøre sangene. Titelnummeret alene tog ca. seks måneder at færdiggøre, og blev indspillet i en lang række forskellige versioner, med en lang række instrumenter og arrangementer. Phil Spectors "Wall of Sound"-produktion var en stærk inspirationskilde for albummet, ligesom Springsteen har fremhævet Roy Orbinsons musik som et forbillede. Springsteen har senere sagt, at han ønskede at skabe det bedste rock'n'roll-album nogensinde, med en enorm lyd, der tog hårdt fat i lytteren.
Albummet blev udgivet den 25. august 1975, lige efter en succesrig turné. Albummet blev en stor salgssucces, og pladeselskabets forventninger blev indfriet. Titelnummeret og åbningssangen Thunder Road har begge været faste indslag til Springsteens koncerter, og er angiveligt de to sange, som Springsteen har spillet flest gange live.

## Trackliste
Alle sange er skrevet af Bruce Springsteen.
Side et
1. Thunder Road – 4:49
2. Tenth Avenue Freeze-Out – 3:11
3. Night – 3:00
4. Backstreet – 6:30

Side to
1. Born to Run – 4:31
2. She's the One – 4:30
3. Meeting Across the River – 3:18
4. Jungleland – 9:34

## Hitlister og certifikationer

### Album
| År   | Chart            | Position | Noter                                |
| ---- | ---------------- | -------- | ------------------------------------ |
| 1975 | US Record World  | 1        |                                      |
| 1975 | US Billboard 200 | 3        |                                      |
| 1975 | UK Albums Chart  | 36       |                                      |
| 1980 | US Billboard 200 | 66       | genudgivelse                         |
| 1985 | US Billboard 200 | 101      | genudgivelse                         |
| 1985 | UK Albums Chart  | 17       |                                      |
| 2005 | US Billboard 200 | 18       | Born to Run 30th Anniversary Edition |

### Singler
| År   | Single                    | Chart                       | Position |
| ---- | ------------------------- | --------------------------- | -------- |
| 1975 | "Born to Run"             | US Billboard Hot 100        | 23       |
| 1975 | "Born to Run"             | US Cash Box Top 100 Singles | 17       |
| 1976 | "Tenth Avenue Freeze-Out" | US Billboard Hot 100        | 83       |
| 1976 | "Tenth Avenue Freeze-Out" | US Cash Box Top 100 Singles | 63       |

## Medvirkende

### E Street Band
- Bruce Springsteen – forsanger, guitar, harmonika, percussion
- Roy Bittan – klaver, Fender Rhodes, støttevokal
- Ernest Carter – trommer på "Born to Run"
- Clarence Clemons – saxofon, tamburin, støttevokal
- Danny Federici – orgel, glockenspiel på "Born to Run"
- Suki Lahav – violin på "Jungleland"
- David Sancious – klaver, orgel på "Born to Run"
- Garry Tallent – bas guitar
- Steven Van Zandt – støttevokal på "Thunder Roads"
- Max Weinberg – trommer

### Yderligere musikere
- Wayne Andre – basun
- Mike Appel – støttevokal
- Michael Brecker – tenorsaxofon
- Randy Brecker – trompet, flygelhorn
- Richard Davis – kontrabas
- David Sanborn – baritone saxofon

### Produktion
- John Berg – album design
- Greg Calbi – mastering
- Charles Calello – dirigent
- Andy Engel – album design
- Bob Ludwig – remastering
- Eric Meola – fotograf

### Lydteknikere
- Andy Abrams
- Angie Arcuri
- Ricky Delena
- Jimmy Iovine
- Louis Lahav
- Thom Panunzio
- Corky Stasiak
- David Thoener